# Скальский, Густав
Густав Скальский (чеш. Gustav Skalský, 1891 — 20 сентября 1956, Прага) — чешский историк и нумизмат.
С 1919 года работал в Национальном музее в Праге хранителем нумизматических коллекций. Опубликовал ряд работ по истории монетного дела Чехии.
В 1956 году, незадолго до своей смерти, передал свою коллекцию, включавшую почти 5000 средневековых чешских монет, Национальному музею.
Похоронен на кладбище Малвазинки в Праге.

## Избранная библиография
- O převodech starých cen s hlediska numismatického. — Praha, 1930;
- Stručny přehled vyvoje českeho mincovnistvi. — Praha, 1937;
- Denar knižete Vaclava Svateho a počatky ceskeho mincovnistvi. — Praha, 1939;
- Národní museum, 1818—1948. — Praha, 1949.